# 第36屆八國集團首腦會議
第36屆八國集團首腦會議於2010年6月25日至26日在加拿大安大略省亨茨維爾的狄爾赫斯特度假村舉行。這次峰會是加拿大繼1981年（蒙特貝盧）、1988年（多倫多）、1995年（哈里法斯）和2002年（卡納納斯基斯）後第五次舉行八國集團峰會。
这次峰會的主題是「復甦與新開始」，而二十國集團峰會緊隨其後在多倫多舉行。八國集團的首腦是在飛抵安省北灣市的傑克·加蘭機場，再乘私家車到亨茨維爾。

## 與會國家及其首腦

### 八國集團
- 加拿大總理：斯蒂芬·哈珀
- 法國總統：尼古拉·萨科齐
- 德国總理：安格拉·默克尔
- 義大利總理：西尔维奥·贝卢斯科尼
- 日本首相：菅直人
- 俄羅斯總統：德米特里·梅德韦杰夫
- 英国首相：大衛·甘民樂
- 美国總統：巴拉克·奥巴马

### G8+5
- 巴西總統：路易斯·伊纳西奥·卢拉·达席尔瓦
- 中华人民共和国主席：胡錦濤
- 印度總理：曼莫汉·辛格
- 墨西哥總統：费利佩·卡尔德龙
- 南非總統：雅各布·祖玛

### 其他國家
加拿大總理哈珀亦邀請了部分非洲國家的元首參與是次峰會：
- 埃及總統：穆罕默德·胡斯尼·穆巴拉克
- 衣索比亞總統：吉爾馬·沃爾德·喬治斯
- 马拉维總統：賓古·瓦·穆塔里卡
- 奈及利亞總統：古德勒克·喬納森[4]
- 塞内加尔總統：阿卜杜拉耶·瓦德

## 外部連結
- 加拿大政府G8網站

| 前任者： 第35屆八國集團首腦會議 | 八國集團首腦會議 2010 | 繼任者： 第37屆八國集團首腦會議 |